# Malson Atmosfèric

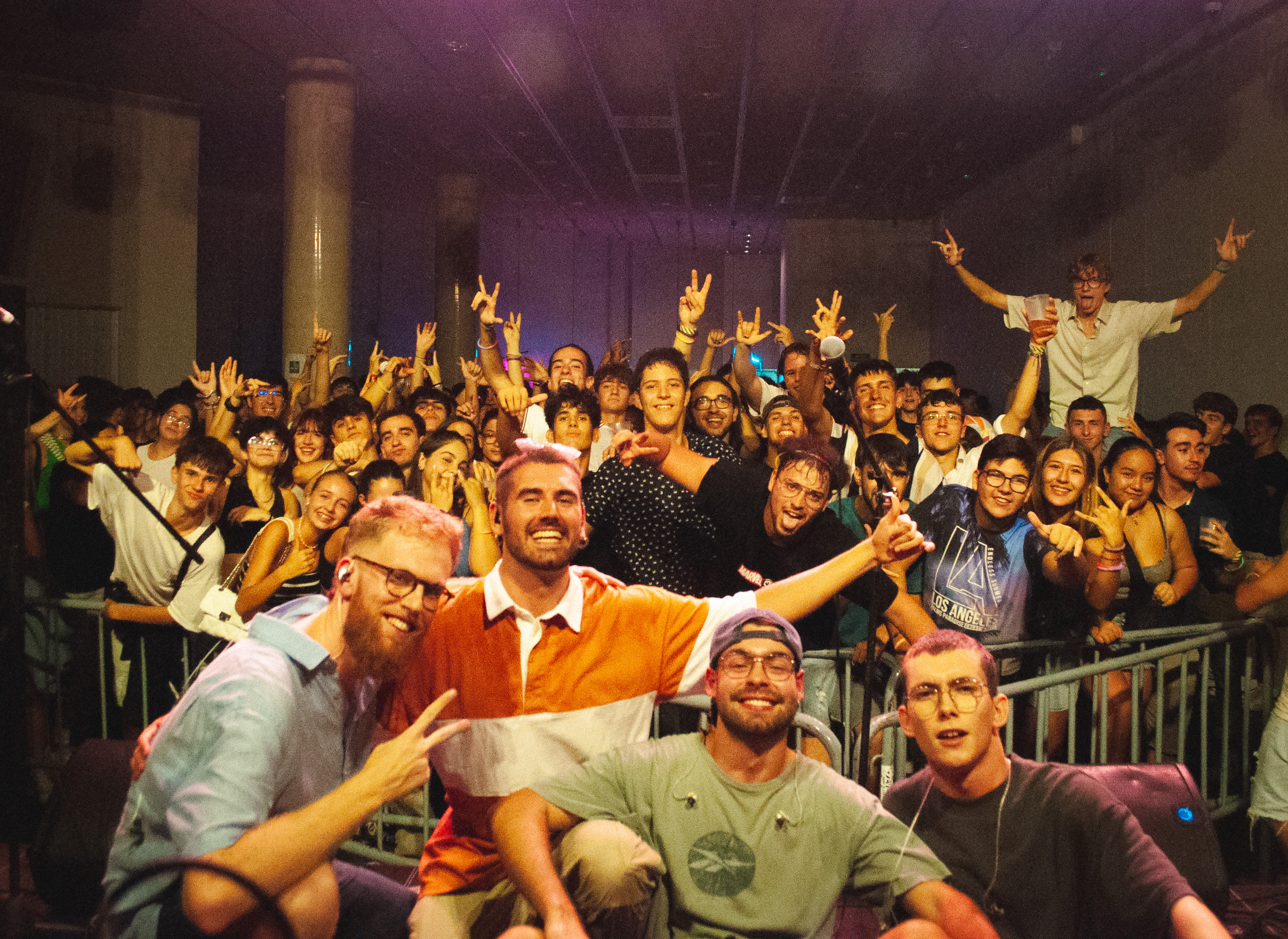
Actuació de Malson Atmosfèric a les Barraques de Cambrils 2023

Malson Atmosfèric és un grup de música format per Manel Vizcaino l'any 2016 a Sant Julià de Ramis. En les seves lletres reivindica la joventut, el pensament crític i l'inconformisme social. En nom del grup és en record d'una cançó de Senyor Oca.
El grup aborda des del punk, el pop, el reggae, el reggaeton i el rap combinat amb l'auto-tune dalt de l'escenari. Van fer el seu primer concert al juny de 2019 a l'Associació Cultural Apaga La Tele de Sarrià de Ter.
Després de publicar diversos treballs autoproduïts, el 2022 van presentar «La Ciutat», el primer videoclip del seu flamant treball Papallones, mesclat per Oriol de Ramon de The Tyets, «el qual fusiona el trap amb el rock per abordar la creixent fatiga pandèmica que pateixen milers de joves».
Aquest disc debut compta amb les col·laboracions de Buhos, Cesk Freixas, Gerard Aledo (Animal), Geri, Cloe i Gemm Sol.
La revista Enderrock ha considerat el grup una de "Les sis noves veus de la música urbana que cal escoltar"

## Discografia

### Treballs
- Mengar-se el coco (2021)
- Papallones (2023)